# Tajemství karmy
Tajemství karmy (v anglickém originále The Secret of Karma) původně pojmenovaný Za oponou noci (v anglickém originále Behind the Curtain of Night) je americko-český romantický film, natáčený v nemocnici v Ostrově, lázeňském hotelu Radium Palace v Jáchymově, u divadla, na letišti a motodromu v Mostě, Kamenickém Šenově, Jirkově a Ústí nad Labem. Ve filmu hrají Brendan Fraser a Marcia Crossová.

## Obsazení
- Brendan Fraser jako Animus / Ronay
- Marcia Cross jako bůh
- Dawn Olivieri jako Nicol / Adriana
- Bolek Polívka jako manažer
- Chantal Poullain jako andělská obsluha
- Mahulena Bočanová jako andělská obsluha 2
- Gabrielala Filippi jako léčitelka
- Adéla Gondíková jako servírka
- Michal Suchánek jako doktor
- David Novotný jako kancléř
- Michal Novotný jako ambasador[5]